# Otostrongylus circumlitus
Otostrongylus circumlitus (älteres Synonym Strongylus circumlitus Railliet, 1899) ist ein bei einer Vielzahl von Hundsrobben im gesamten Polargebiet auftretender Fadenwurm. Er parasitiert im Bronchialsystem, verursacht dort eine obstruktive Entzündung und stimuliert die Schleimproduktion. Manchmal besiedelt der Parasit auch das Herz und die Lebergefäße. Die Prävalenz beträgt zwischen 10 und 89 %. Otostrongylus circumlitus tritt insbesondere bei bis zu einem Jahr alten Jungtieren auf.

## Merkmale
Otostrongylus circumlitus ist ein 50 bis 70 mm großer Lungenwurm. Die Mundkapsel ist gering entwickelt und von vier Papillen umgeben. Die Halspapillen sind gut entwickelt. Die bauchseitigen Rippen der Begattungstasche der Männchen haben einen gemeinsamen Ursprung und sind von den anderen Rippen deutlich getrennt. Die anterolateralen Rippen sind von den anderen Seitenrippen separiert. Die Rückenrippe besteht aus zwei Ästen, die sich zum Ende hin vereinen. Die Spicula haben eine schwammartige Struktur und zwei seitliche Fortsätze, eine Führungsstruktur (Gubernaculum) ist vorhanden.

## Lebenszyklus
Das Weibchen legt 70–130 × 50–76 µm große, dünnschalige Eier. In ihnen entwickelt sich das 373–469 µm große erste Larvenstadium, welches über den Kot ausgeschieden wird. Es wird von Fischen aufgenommen, auch Wirbellose können als Stapelwirte in die Infektionskette einbezogen sein. Sie verkapseln sich in der Muskelschicht der Darmwand von Fischen und entwickeln sich dort zum dritten Larvenstadium. Diese Entwicklung dauert etwa zwei Monate. Die Drittlarve ist 785 bis 1007 µm groß und wird mit dem Fressen der Fische von den Hundsrobben aufgenommen.